# Amédée Aubry
Eugène Amédée Aubry (Épinay-sur-Seine, 15 maggio 1850 – ...) è stato un tiratore a volo francese.
Partecipò alle Olimpiadi 1900 di Parigi dove arrivò tredicesimo nella gara di fossa olimpica.